# 航空郵趣
航空郵趣（こうくうゆうしゅ）コレクションとは、伝統郵趣や郵便物の枠にとらわれず、航空郵便に関する全ての要素を対象にして体系的に組み立てられた切手コレクションのことで、エアロフィラテリーとも称する。
郵趣の歴史では、郵便史コレクションやテーマティクなどよりもはるかに早い時期から行われている。普仏戦争期（1870年-1871年）のパリの気球郵便などを前史として、1918年に航空機が郵便輸送に実用化されると同時に注目を集め、航空切手の収集が盛んになったほか、フライト・カバーも盛んに作られるようになった。
コロンビアの初期航空切手やツェッペリン・カバーなどが、この時期の花形マテリアルとして世界的に人気を集めている。